# Ваду-Крішулуй (комуна)
Ваду-Крішулуй (рум. Vadu Crișului) — комуна у повіті Біхор в Румунії. До складу комуни входять такі села (дані про населення за 2002 рік):
- Біртін (407 осіб)
- Ваду-Крішулуй (3092 особи) — адміністративний центр комуни
- Томнатік (409 осіб)
- Топа-де-Кріш (477 осіб)

Комуна розташована на відстані 396 км на північний захід від Бухареста, 46 км на схід від Ораді, 85 км на захід від Клуж-Напоки.

## Населення
За даними перепису населення 2002 року у комуні проживали 4385 осіб.
Національний склад населення комуни:
| Національність | Кількість осіб | Відсоток |
| -------------- | -------------- | -------- |
| румуни         | 3225           | 73,5%    |
| угорці         | 845            | 19,3%    |
| цигани         | 302            | 6,9%     |
| словаки        | 7              | 0,2%     |
| німці          | 5              | 0,1%     |
| болгари        | 1              | < 0,1%   |

Рідною мовою назвали:
| Мова       | Кількість осіб | Відсоток |
| ---------- | -------------- | -------- |
| румунська  | 3250           | 74,1%    |
| угорська   | 836            | 19,1%    |
| циганська  | 292            | 6,7%     |
| німецька   | 4              | 0,1%     |
| словацька  | 2              | < 0,1%   |
| українська | 1              | < 0,1%   |

Склад населення комуни за віросповіданням:
| Релігія                                       | Кількість осіб | Відсоток |
| --------------------------------------------- | -------------- | -------- |
| православні                                   | 2923           | 66,7%    |
| реформати                                     | 725            | 16,5%    |
| баптисти                                      | 385            | 8,8%     |
| п'ятдесятники                                 | 198            | 4,5%     |
| греко-католики                                | 103            | 2,3%     |
| римо-католики                                 | 26             | 0,6%     |
| не релігійні                                  | 6              | 0,1%     |
| унітарії                                      | 2              | < 0,1%   |
| лютерани (Синодально-пресвітеріанська церква) | 2              | < 0,1%   |
| атеїсти                                       | 2              | < 0,1%   |
| старообрядці                                  | 1              | < 0,1%   |